# プレス9
プレス9（プレスナイン）の正式名称は「九州・沖縄９紙合同サイト協議会」。2000年4月25日に九州、沖縄の新聞社が合同で開設したホームページの名称である。

## 概要
「九州はひとつ」を合言葉に、九州各県の地方新聞（西日本新聞社はブロック紙）各紙が従来の枠を越えて連携。各新聞社がこれまで培ってきた経験やノウハウを生かし、地域経済・文化の活性化と発展を目指している。
名称には「プレス9」のとおり、創設時は九州、沖縄の新聞9社で構成された。一時、沖縄県の琉球新報と沖縄タイムスの2社が脱退。2016年から2社は再加盟し、現在は九州、沖縄の9新聞社で構成されている。
九州・沖縄のアマチュアミュージシャンによる音楽の祭典「プレス9九州沖縄音楽祭」を開催、九州の温泉情報を集約した「九州温泉プレス」の展開も行った。九州地区高校野球大会の試合速報などにも共同で取り組んでいる。
プレス9は、2017年4月1日に九州、沖縄9社が発信する「熊本地震」「サッカー（Jリーグ）」「高校野球」「スポーツ」「健康・医療」のニュースを集約するサイトに大幅リニューアルした。

## 参加新聞社
- 西日本新聞（福岡県 ブロック紙。九州5県（除く宮崎・鹿児島・沖縄[1]）で発行）
- 佐賀新聞（佐賀県）
- 長崎新聞（長崎県）
- 熊本日日新聞（熊本県）
- 大分合同新聞（大分県）
- 宮崎日日新聞（宮崎県）
- 南日本新聞（鹿児島県）
- 沖縄タイムス（沖縄県）
- 琉球新報（沖縄県）

1. ↑  かつては山口県でも発行していたが、2009年に山口・沖縄県（沖縄は主に出先機関や図書館向けの事実上業務用）、また2018年には宮崎・鹿児島県での発行を休刊した。